# Aciphylla hectori
Aciphylla hectori är en flockblommig växtart som beskrevs av John Buchanan. Aciphylla hectori ingår i släktet Aciphylla och familjen flockblommiga växter. Inga underarter finns listade i Catalogue of Life.